# Microcephale
Microcephale là tên không chính thức cho một chi khủng long pachycephalosauria có kích thước nhỏ sống vào thời kỳ Creta muộn.